# Arthur von Bodenhausen
Erich Thilo August Wilhelm Arthur Wilke Freiherr von Bodenhausen (* 28. März 1860 in Reckershausen (Niedersachsen); † 11. Januar 1936 auf Schloss Arnstein) war ein deutscher Kammerherr, Rittmeister und Abgeordneter des Provinziallandtages der Provinz Hessen-Nassau.

## Leben

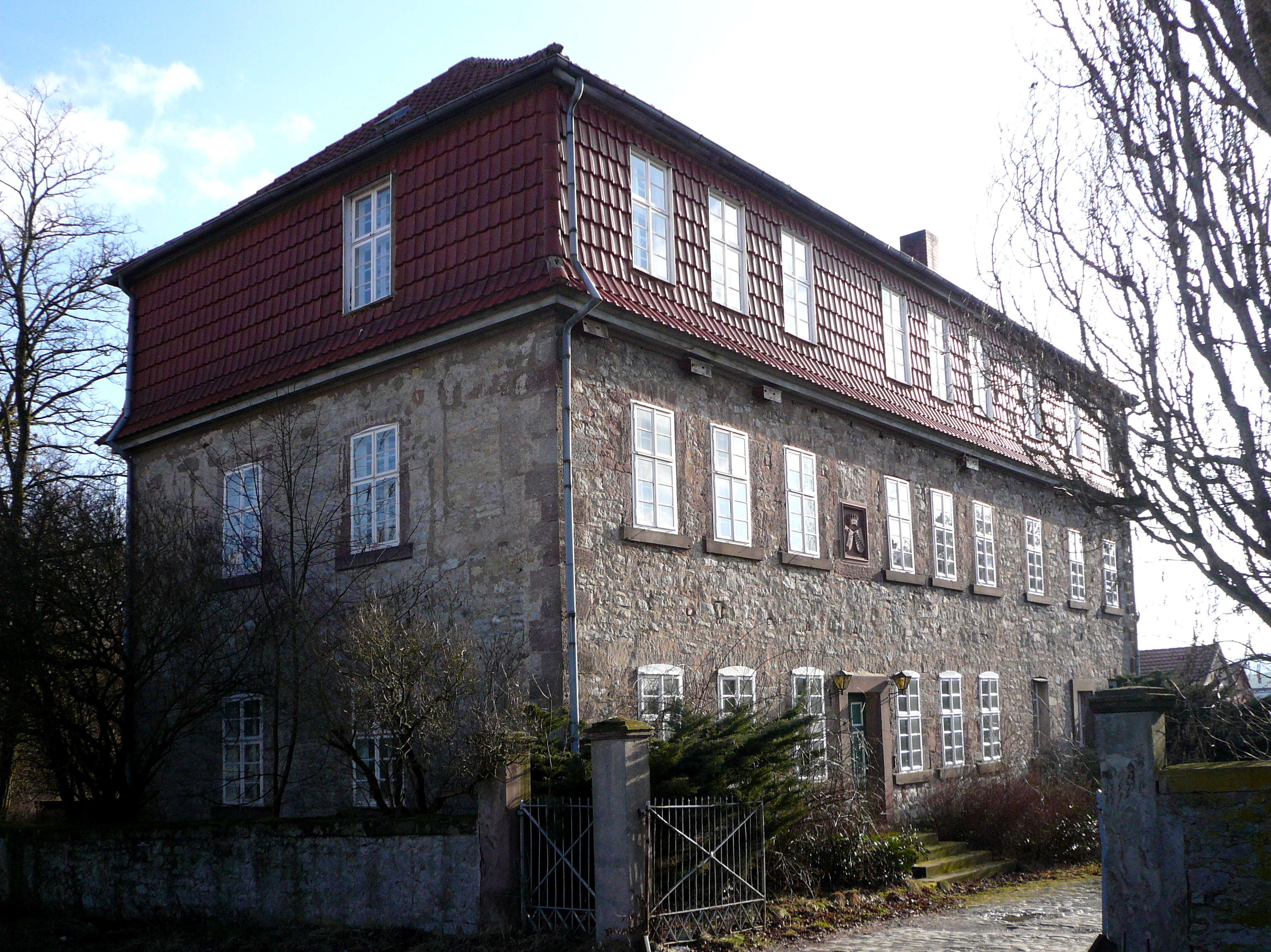
Gut Reckershausen, Besitz der Familie von Bodenhausen

Erich Thilo August Wilhelm Arthur Wilke Freiherr von Bodenhausen entstammte dem Adelsgeschlecht Bodenhausen und war ein Sohn des Kammerherrn Arthur von Bodenhausen (* 1827) und dessen Ehefrau Auguste von Loßberg (1837–1912, Tochter des Generalleutnants Bernhard von Loßberg). 
Er besuchte die Klosterschule Ilfeld und wurde später königlich-preußischer Kammerherr. Er kam in das Königlich-sächsische Garde-Reiter-Regiment und wurde dort Lieutenant und später Rittmeister.
In den Jahren von 1902 bis 1919 hatte er ein Mandat im Kommunallandtag Kassel des preußischen Regierungsbezirks Kassel bzw. im Provinziallandtag der Provinz Hessen-Nassau, wo er Mitglied des Hauptausschusses war.

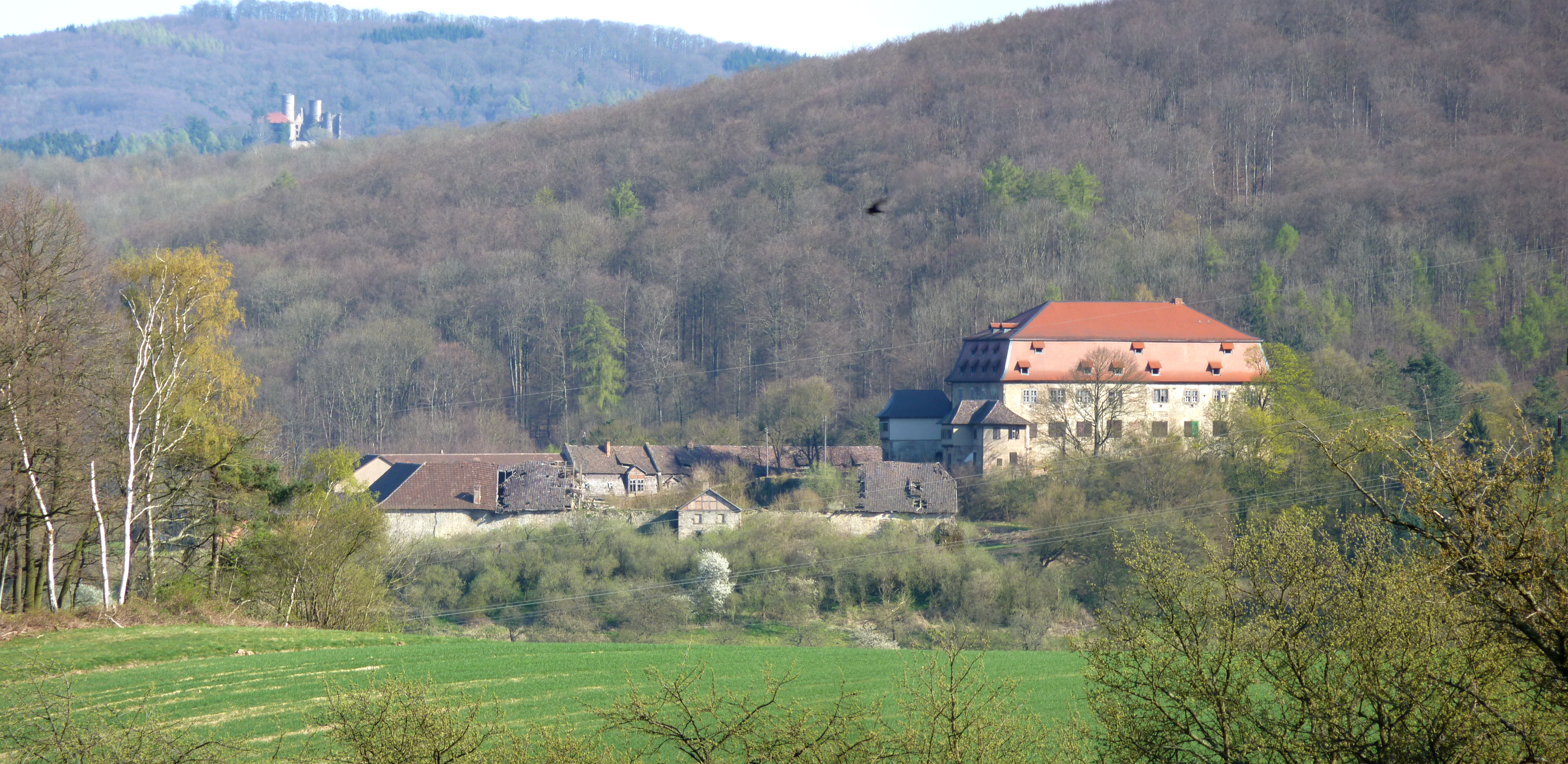
Schloss Arnstein, Besitz der Familie von Bodenhausen

Er starb auf Schloss Arnstein, das 1434 als landgräfliches Lehen in den Besitz der Familie Bodenhausen kam und wo er Fideikommissherr war.